# USS Salmon (SS-182)
USS Salmon (SS-182) – amerykański okręt podwodny typu Salmon. Jednostka wiodąca – pierwszy z sześciu wybudowanych okrętów tego typu. W trakcie drugiej wojny światowej „Salmon” wziął udział w wojnie na Pacyfiku.
26 maja 1942 „Salmon” zauważył dwa okręty i wykonał atak torpedowy na cel, zidentyfikowany jako krążownik „Yūbari”. W rzeczywistości trafionym okrętem był stary pancernik „Asahi”, który zatonął ze stratą 16 ludzi.